# إليزابيث سونغ
إليزابيث سونغ (بالصينية: 孫芳) هي مخرجة وممثلة أمريكية، ولدت في 14 أكتوبر 1954 في الصين، وتوفيت في 22 مايو 2018 في الولايات المتحدة. بدأت مشوارها المهني سنة 1988.

## أعمال

### أفلام
- (1989) تانغو وكاش[5]
- (2005) مذكرات فتاة الغيشا[6]

### مسلسلات
- لوس أنجلوس
- ربات بيوت يائسات
- فلاش فورورد
- هاواي فايف أو
- هاوس

## وصلات خارجية
- إليزابيث سونغ على موقع IMDb (الإنجليزية)
- إليزابيث سونغ على موقع روتن توميتوز (الإنجليزية)
- إليزابيث سونغ على موقع ألو سيني (الفرنسية)
- إليزابيث سونغ على موقع أول موفي (الإنجليزية)
- إليزابيث سونغ على موقع قاعدة بيانات الأفلام السويدية (السويدية)
- إليزابيث سونغ على موقع قاعدة بيانات الفيلم (الإنجليزية)
- إليزابيث سونغ على موقع كينوبويسك (الروسية)